# Библиотека семян

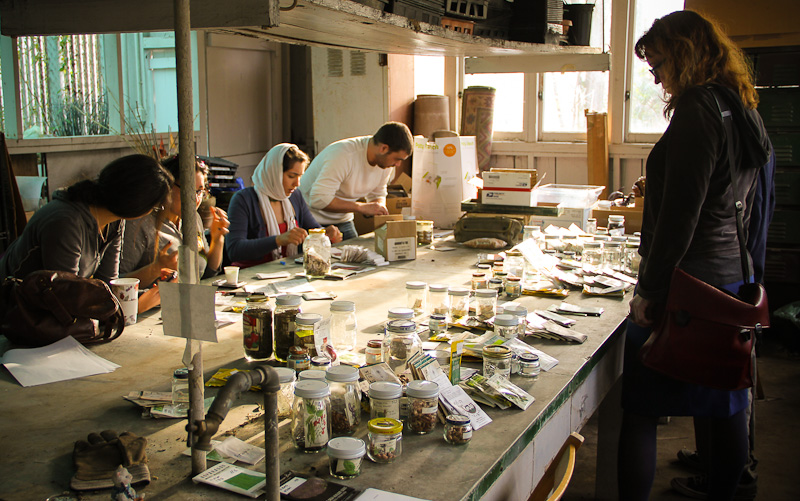
Библиотека семян Лос-Анджелеса: проверка семян на ежемесячной встрече

Библиотека семян (англ. Seed library) — учреждение, которое даёт взаймы или безвозмездно распространяет семена. Отличается от банка семян тем, что его основная цель состоит не в хранении или консервировании зародышевой плазмы и семян для защиты от возможного уничтожения, а в их распространении среди общественности, что позволяет сохранять для общества сорта растений посредством размножения и дальнейшего обмена семенами.

## История
Первая современная библиотека семян была создана в 1999 году в Экологическом центре Беркли. Она называлась Библиотекой обмена семенами Области залива (Bay Area Seed Interchange Library — BASIL).
В 2004 году библиотекарь из Гардинера (штат Нью-Йорк) Кен Грин создал библиотеку семян при публичной библиотеке Гардинера. Последующие библиотеки семян также нередко создавались при традиционных книжных библиотеках. Постепенно их количество выросло до более чем 450 по всему миру; большинство из них находится в Соединенных Штатах.

## Устройство и порядок работы

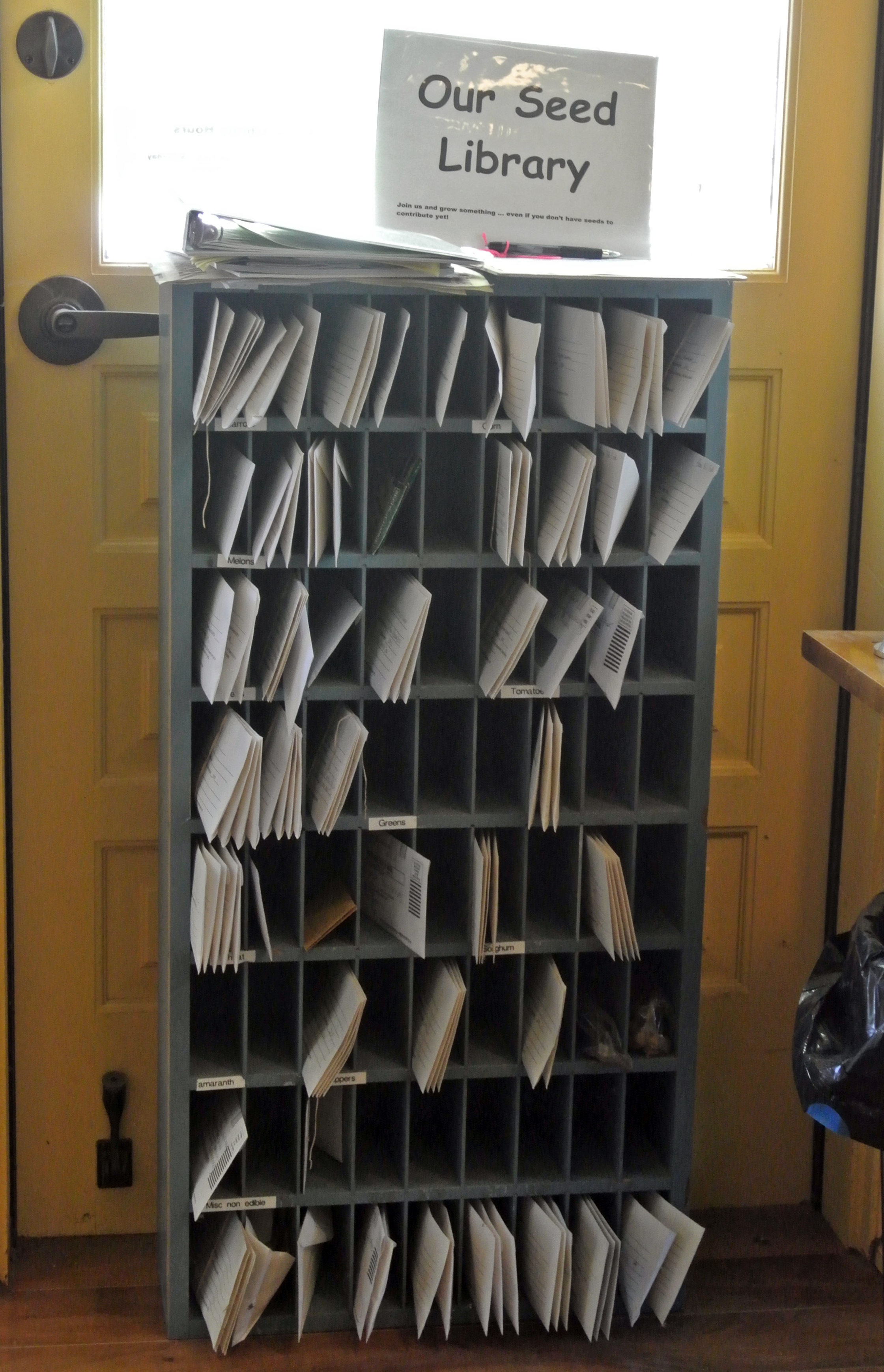
Стеллаж для библиотеки семян, США

Библиотеки семян обычно поддерживают свои коллекции за счёт пожертвований пользователей. Кроме того, от пользователей, как правило, ожидается, что в конце сельскохозяйственного сезона они вернут в библиотеку семена нового урожая, хотя это требование не является строго обязательным. Библиотеки семян могут также действовать как исключительно благотворительные организации, направленные на обслуживание садовников и фермеров. Общим принципом многих библиотек семян является направленность на сохранение сельскохозяйственного биоразнообразия за счёт сосредоточения внимания на редких, местных и семейных сортах растений.